# Ваю-пурана
«Ваю-пурана» (санскр. वायु पुराण,  vāyu purāṇa IAST) - індуїстський релігійний текст, пурана , присвячена богу вітру Ваю. Містить близько 24 тисяч шлок. 
Текст поділяється на чотирипади(частини): «Пракрійя-пада» (глави 1-6), «Анушанга-пада» (глави 7-64), «Уподгхата-пада» (глави 65-99) і «Упасамхара-пада» (глави 100-112). «Гаямахатмья» (глави 105-112), вихваляє Гаю - тіртху в країні Магадхе, присутня не в усіх рукописах, а іноді виступає як самостійний твір. 
«Ваю-пурана» розглядає такі теми: створення і відтворення всесвіту; вимір Кали (часу); походження Агні, Варуни і безлічі богів; походження і потомство Атрі, Бхрігу, Ангіраси та деяких інших мудреців, походження Дайте, Ракшас, гандхарвов і пітаров; походження звірів, птахів, дерев та ліан; родоводи стародавніх царів - нащадків Вайвасвата Ману і його дочки Іли, царів епохи Калі-юги, закінчуючи династією Гупта; докладна географія Землі, розділеної на сім двіп (континентів) і далі на варша; підрахунок жителів різних двіп, імена і опис семи пату (нижніх світів); опис Сонячної системи і руху небесних тіл, опис чотирьох юґ (епох) і чотирнадцяти Манвантари. «Ваю-пурана» також містить розділи, присвячені музиці, різним шакхам (школам) вед, пашупата-йозі, обов'язкам людей різних каст, похоронним обрядам. 